# Epicharmus
(Ennio, Epicharmus, frammento)
L'Epicharmus era un poema di Quinto Ennio.
Era dedicato all'omonimo Epicarmo da Messina, commediografo vissuto tra il VI e il V secolo a.C. nella Sicilia greca, da Ennio considerato un poeta-filosofo.
Dell'opera, scritta in settenari trocaici, ci restano pochissimi frammenti tramandati in Cicerone e Varrone, in cui si tratta la teoria di Empedocle dei quattro elementi originari: acqua, terra, aria e fuoco.